# Teatro Massimo (Cagliari)
Il Teatro Massimo è un teatro di Cagliari situato in viale Trento, con ingresso sia da viale Trento 9 che da via De Magistris 12. Dopo anni di chiusura è stato  riaperto nel 2009.

## Storia
Durante la seconda guerra mondiale  vennero distrutti i due teatri più importanti di Cagliari: il politeama Regina Margherita, per un incendio nel 1942, e il Teatro Civico di Castello, dai bombardamenti del febbraio 1943.
La costruzione del teatro Massimo avvenne tra il 1944 ed il 1947 su progetto di due giovani architetti cagliaritani, Oddone Devoto ed Emilio Stefano Garau. Venne realizzato all'interno del vecchio mulino a vapore dei Merello, i quali, insieme all'impresario Ivo Mazzei, decisero di realizzare un nuovo teatro.
Dove erano situati gli stabilimenti si realizzò in soli tre mesi un cinema-giardino da 2.500 posti, occupante una superficie di circa 4.500 m2,  immerso nel verde e nato per ospitare spettacoli lirici.
Il “Massimo” fu completato poco dopo, estendendosi su una superficie di circa 3.000 m2, dotato di una grande sala con balconata capace di 1.550 posti, e un palcoscenico di 250 m2, uno dei più grandi dell'epoca in Italia.
Gli spettacoli teatrali e cinematografici continuarono sino agli anni settanta, per interrompersi a causa della volontà dei Merello di demolire il teatro per costruire una serie di palazzi. Dopo aver riaperto i battenti nel marzo del 1981 il Massimo continuò la sua attività fino all'incendio, che segnò la fine del teatro.
Il Teatro Massimo, come si può evincere dalle foto scattate fino al 1981, anno della chiusura, era capace di circa 2.700 posti a sedere tra platea e galleria. L'attività del teatro continuò ininterrotta anche dopo il trasferimento della lirica all'Auditorium del conservatorio Giovanni Pierluigi da Palestrina, avvenuta dopo la metà degli anni '70, ospitando sporadicamente eventi di vario genere, anche rock, con la P.F.M. nel 1979, e i grandi eventi jazz e world music succedutesi dal 19 maggio 1980 fino alla fine del 1981 (Art Ensemble of Chicago, Chick Corea, Don Cherry, Sun Ra, Elvin Jones, Gary Burton, Enrico Rava, Alan Stivell etc.).

### Il Massimo oggi
Nell'ottobre del 2004 venne ufficializzato il progetto di ristrutturazione.
Questo avvenne grazie al perito industriale Giovanni Merello, erede parziale della famiglia, che recise il contratto con gli eredi Mazzei.
I lavori sono durati tre anni, durante i quali vennero demolite la facciata esterna, la balconata e alcune altre strutture.
L'11 febbraio 2009 venne inaugurato con una cerimonia.
Nella nuova struttura sono presenti tre sale: M1 con 728 posti a sedere, tra platea, galleria e sei palchetti laterali, con un soffitto decorato da stelline luminose; M2 con 202 posti; M3, la project room, con una capienza di 69 posti.